# Sœurs de Saint-Joseph de Cluny
Pour les articles homonymes, voir Cluny.
Les Sœurs de Saint-Joseph de Cluny (en latin : Congregationis S. Ioseph de Cluny) sont une congrégation religieuse féminine enseignante et hospitalière de droit pontifical. 

## Histoire
La congrégation est fondée par Anne-Marie Javouhey (1779-1851) le 12 mai 1807 à Chalon-sur-Saône, où Fabien-Sébastien Imberties, évêque d’Autun, reçoit les vœux d’Anne, de ses trois sœurs et de cinq compagnes avec pour but l'éducation des enfants. Elle place la chapelle sous le vocable de saint Joseph, qui devient aussi le patron de la congrégation. En 1812, les sœurs transfèrent la maison-mère à l'ancien couvent des Récollets de Cluny, ce qui donne le nom de Saint Joseph de Cluny.

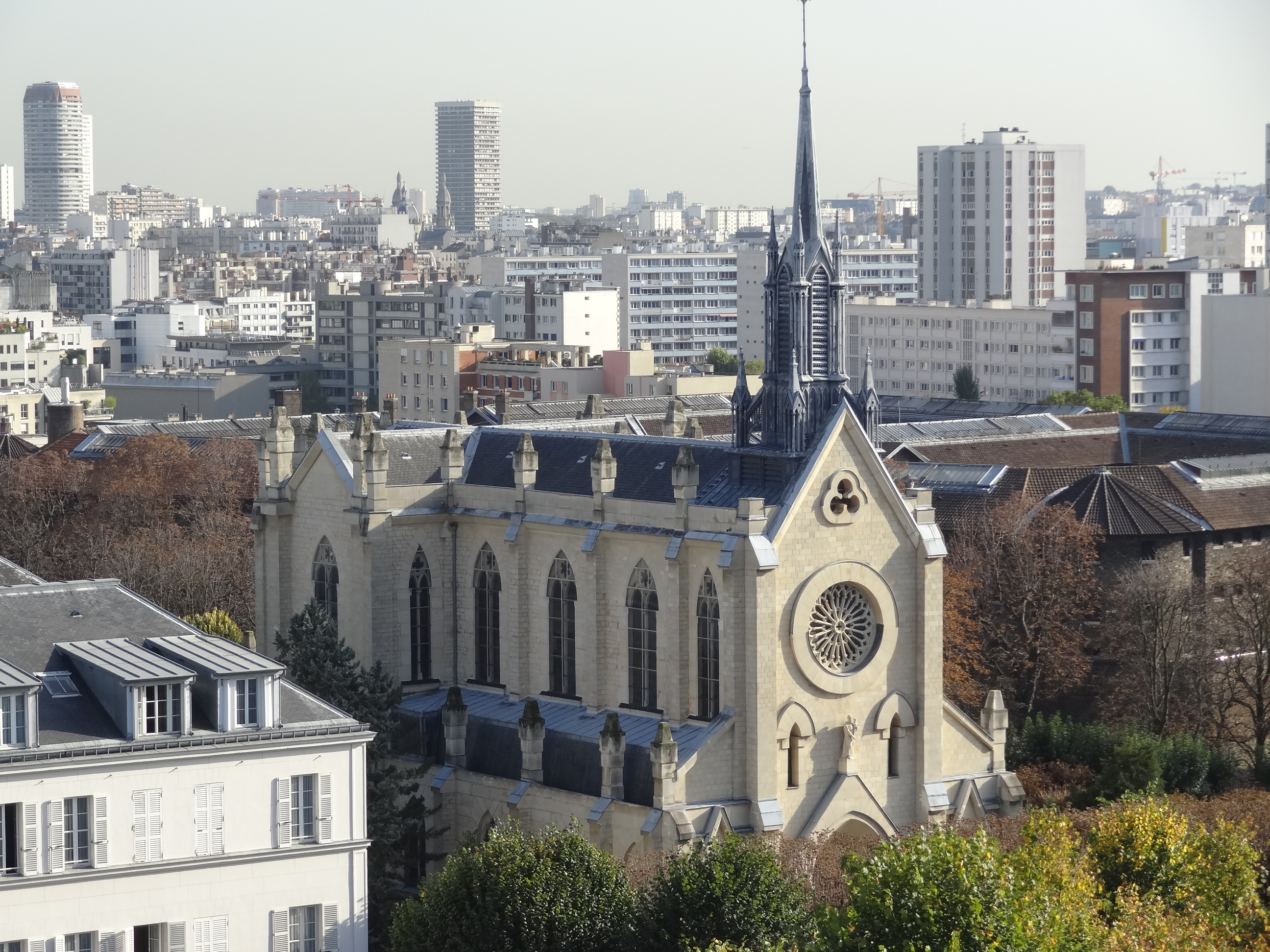
Chapelle de la maison-mère à Paris.

Elles ouvrent des maisons d’enseignement en province et à Paris, où sont appréciées leurs méthodes pédagogiques, à un tel point que le vicomte Lainé, ministre de Louis XVIII, leur confie l’enseignement des enfants dans les colonies françaises. En 1818, quelques sœurs ouvrent deux écoles dans l’île de La Réunion. L’année suivante, la congrégation prend en charge l’hospice de Saint-Louis du Sénégal. En 1828, encouragée par le gouvernement, elles ouvrent une colonie à Mana en Guyane puis vers 1840 fondent l'externat Saint-Joseph-de-Cluny à Pointe-à-Pitre en Guadeloupe. Elles œuvrent au milieu des esclaves noirs libres. En 1835, Lamartine, dans son rapport sur l’abolition de l’esclavage, souligne le succès de leurs œuvres d’émancipation des esclaves. La maison-mère est transférée de Cluny à Paris en 1854, aujourd'hui 21, rue Méchain, où se trouvent la chapelle Saint-Joseph-de-Cluny qui conserve les reliques de mère Javouhey.
L'institut reçoit le décret de louange le 8 février 1854 et obtient la reconnaissance civile de l'État français le 21 juin 1870. Ses constitutions basées sur la règle de saint Augustin sont définitivement approuvées par le Saint-Siège le 18 août 1899.

## Fusion

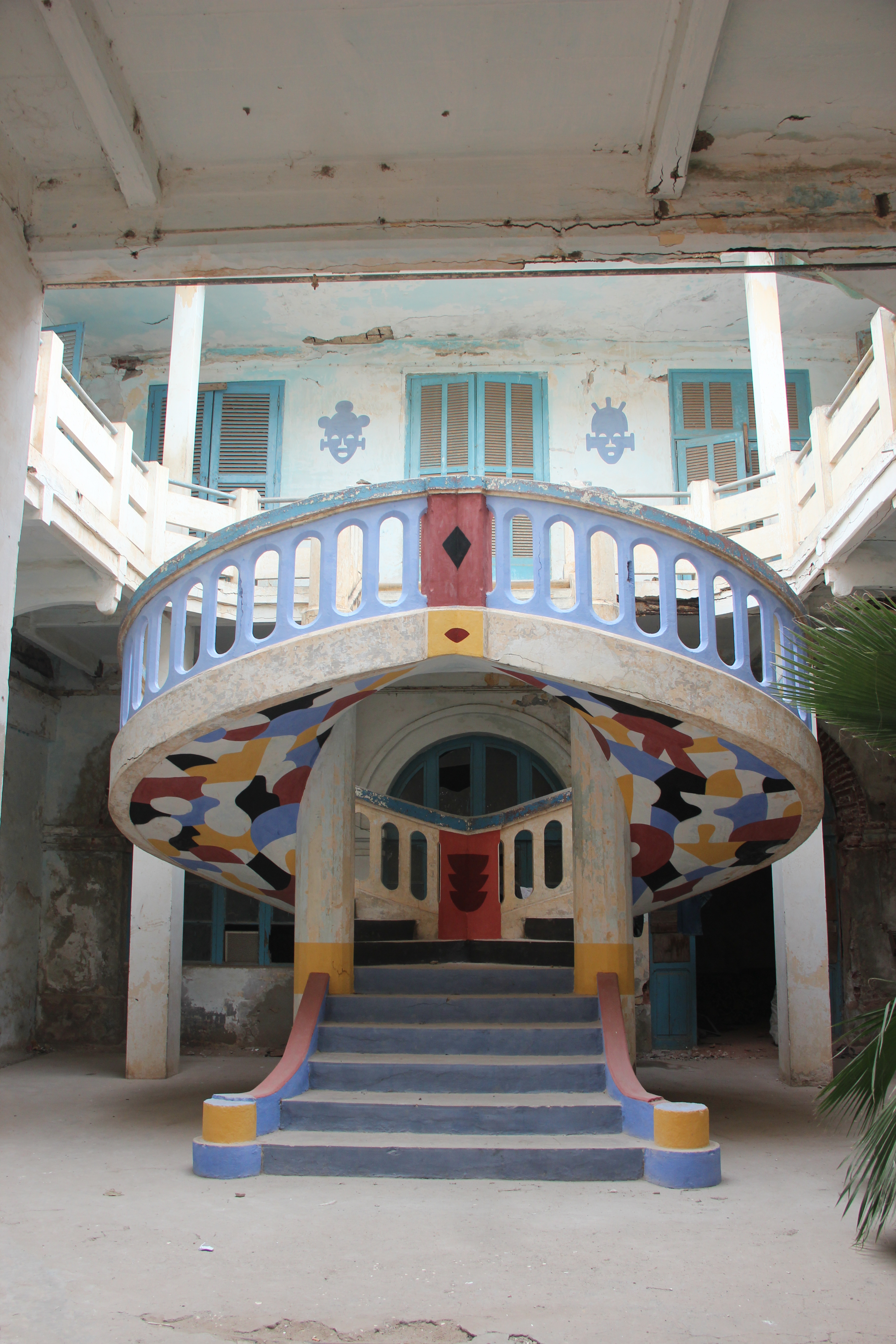
Ancien orphelinat des Sœurs de Saint-Joseph de Cluny à Saint-Louis (Sénégal).

Cinq congrégations ont fusionné avec elles :
- 1953 : Sœurs de Notre-Dame de Guinée, congrégation de droit diocésain fondée le 2 juillet 1919 par Raymond-René Lerouge, préfet apostolique de Conakry[8].
- 1954 : Sœurs de Saint Joseph du Bon Secours de Toulouse, congrégation fondée en 1863 par Françoise Puntus de Barbazan (1832-1896) en religion mère Marie de Saint Joseph pour le soin des orphelines[9].
- 1957 : Petites servantes de Marie Immaculée, congrégation diocésaine fondée le 11 octobre 1855 à Gaudechart par l'abbé Labarre et Thérèse Dumontier, en religion mère Marie-Thérèse, pour se consacrer à la jeunesse dans les écoles, pensionnats, orphelinats, ainsi que la visite et le soin des malades[10].
- 1964 : Sœurs de la Miséricorde de Caen, congrégation hospitalière de droit diocésain fondée le 9 mai 1844 par l'abbé Beaussire, prêtre à Notre-Dame de Caen[11].
- 2003 : Sœurs du Sacré-Cœur d’Ernemont, congrégation diocésaine fondée en 1690 par Barthélémy de Saint-Ouen, baron d’Ernemont, et sa femme, Dorothée (née de Vandisme), réunissent quelques jeunes filles pour instruire les enfants du village et soigner les malades. Ils fondent donc une école puis un hôpital. L'institut est reconnu par Jacques Nicolas Colbert, archevêque de Rouen en 1698 et par le roi Louis XIV en 1699[12].

## Activités et diffusion

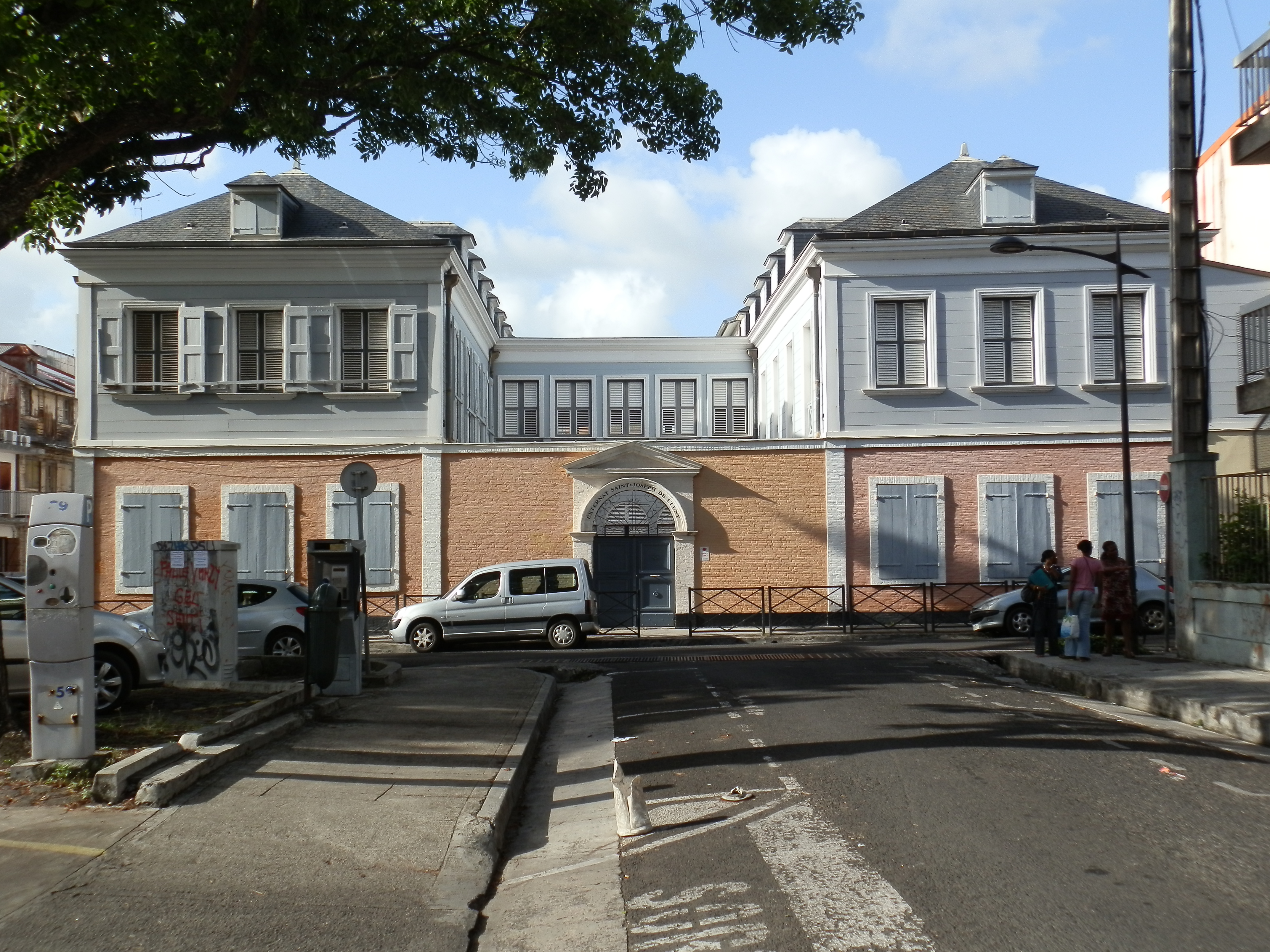
L'externat Saint-Joseph-de-Cluny à Pointe-à-Pitre en Guadeloupe.

Les sœurs de Saint Joseph de Cluny se consacrent à l'éducation, à la catéchèse, à l'animation spirituelle, aux services sociaux et aux soins des malades. Elles sont présentes en :
- Europe : Écosse, Espagne, France, Irlande, Italie, Pologne, Portugal, Suisse.
- Amérique : Argentine, Brésil, Canada, États-Unis, Guyana, Paraguay, Pérou, Saint-Pierre-et-Miquelon.
- Antilles : Cuba, Dominique, Grenade, Guadeloupe, Haïti, Martinique, Sainte-Lucie, Saint Vincent, Trinité-et-Tobago.
- Afrique : Angola, Burkina Faso, Cameroun, République du Congo, République démocratique du Congo, Gabon, Gambie, Ghana, Guinée, Guinée-Bissau, La Réunion, Madagascar, Mozambique, Niger, Sénégal, Seychelles, Sierra Leone, Tanzanie, Togo.
- Asie : Inde, Népal, Philippines.
- Océanie : Australie, Fidji, Îles Marquises, Nouvelle-Zélande, Papouasie-Nouvelle-Guinée, Rarotonga, Raiatea, Tahiti.

La maison généralice est à Paris. En 2017, la congrégation comptait 2652 sœurs dans 416 maisons. Depuis juin 2018, la supérieure générale est sœur Clare Stanley, originaire de Sierra Leone.